# گیاه کوزه‌دار

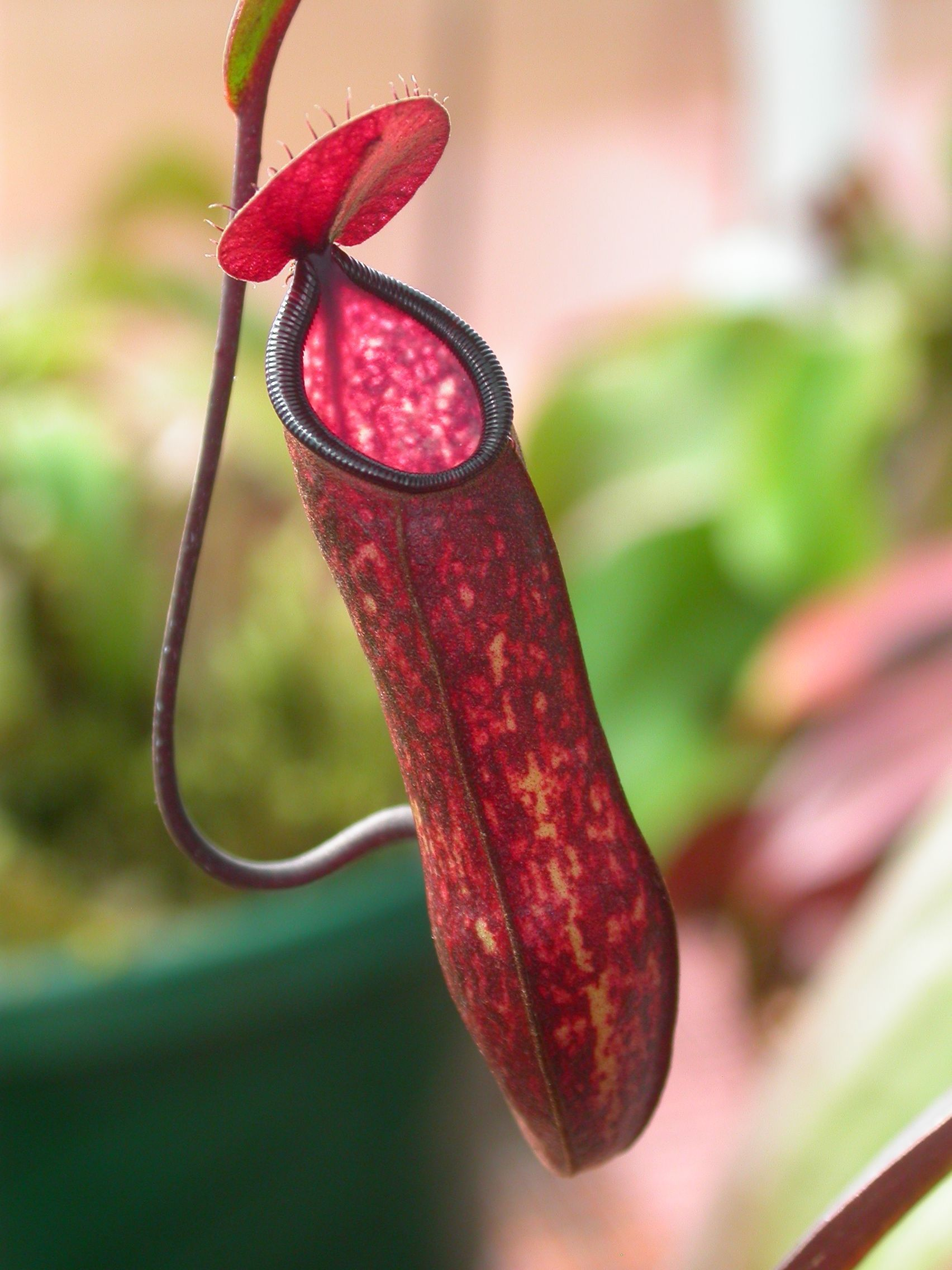
گیاه کوزه‌دار مولو بومی جزیره بورنئو.

گیاهان کوزه‌دار گیاهانی گوشت‌خوارند که طعمه خود را در چاله‌ای در درون خود به دام می‌اندازند. این چاله کوزه‌مانند مملو از مایع است.
گیاهان کوزه‌دار دارای گونه‌های بسیار متنوع هستند و از بزرگترین انواع گیاهان گوشت‌خوار به‌شمار می‌آیند. ارتفاع برخی از گونه‌های آن گاهی به ۶۰ سانتیمتر می‌رسد. این گیاه بیشتر در مرداب‌ها و لجنزارها می‌روید و هر گیاه دارای یک ساقه بلند و صاف و یک گل بزرگ با گلبرگ‌های سرخ و مادگی چترمانند است که در تابستان می‌شکفد.
کوزه‌های این گیاه، در واقع برگ‌های آن هستند که دورتا دور این ساقه و نزدیک به زمین قرار دارند. این برگ‌ها لوله‌ای و به شکل کوزه‌ای دهان‌گشاد هستند. هر گیاه در میانه‌های بهار ۵ یا ۶ برگ تازه می‌دهد که هر ۱۵ روز یکی از آنها باز می‌شود. در پایان تابستان تمام برگها رشد کرده و کامل می‌شوند و در طول زمستان و حتی تا تابستان بعدی، باقی می‌مانند.
این برگها آب را در خود نگه می‌دارند. شهد گیاه در اطراف کلاهک و دهانهٔ کوزه ترشح می‌شود و حشرات را به سوی خود جلب می‌کند، حشره با رسیدن بر روی برگ به درون کوزه حرکت می‌کند، تارهای مو مانند که به سمت پایین متمایل هستند و سطح لغزنده کوزه، حشره را به پایین هدایت می‌کند و این شکار که نمی‌تواند از کوزه خارج شود، در آب موجود آن غرق می‌شود.
برگ کوزه‌ای منزلگاه موجودات بسیار ریز مانند تک‌یاخته‌ها، کرم‌های بسیار کوچک و سخت‌پوستان ذره‌بینی آبزی است. لارو سه نوع حشره هم در این کوزه‌ها زندگی می‌کنند که همه اینها همزیستان گیاه هستند و همراه با باکتری‌ها، کار گواردن حشره شکار شده را بر عهده دارند. در اوایل تابستان، حشرات بالغ از برگهای کهنه خارج شده و در برگهای تازه تخم گذاری می‌کنند. برگ کهنه که هضم کننده‌هایش را از دست داده، می‌میرد و برگ‌های تازه جایگزین آن می‌شوند.

## نگارخانه

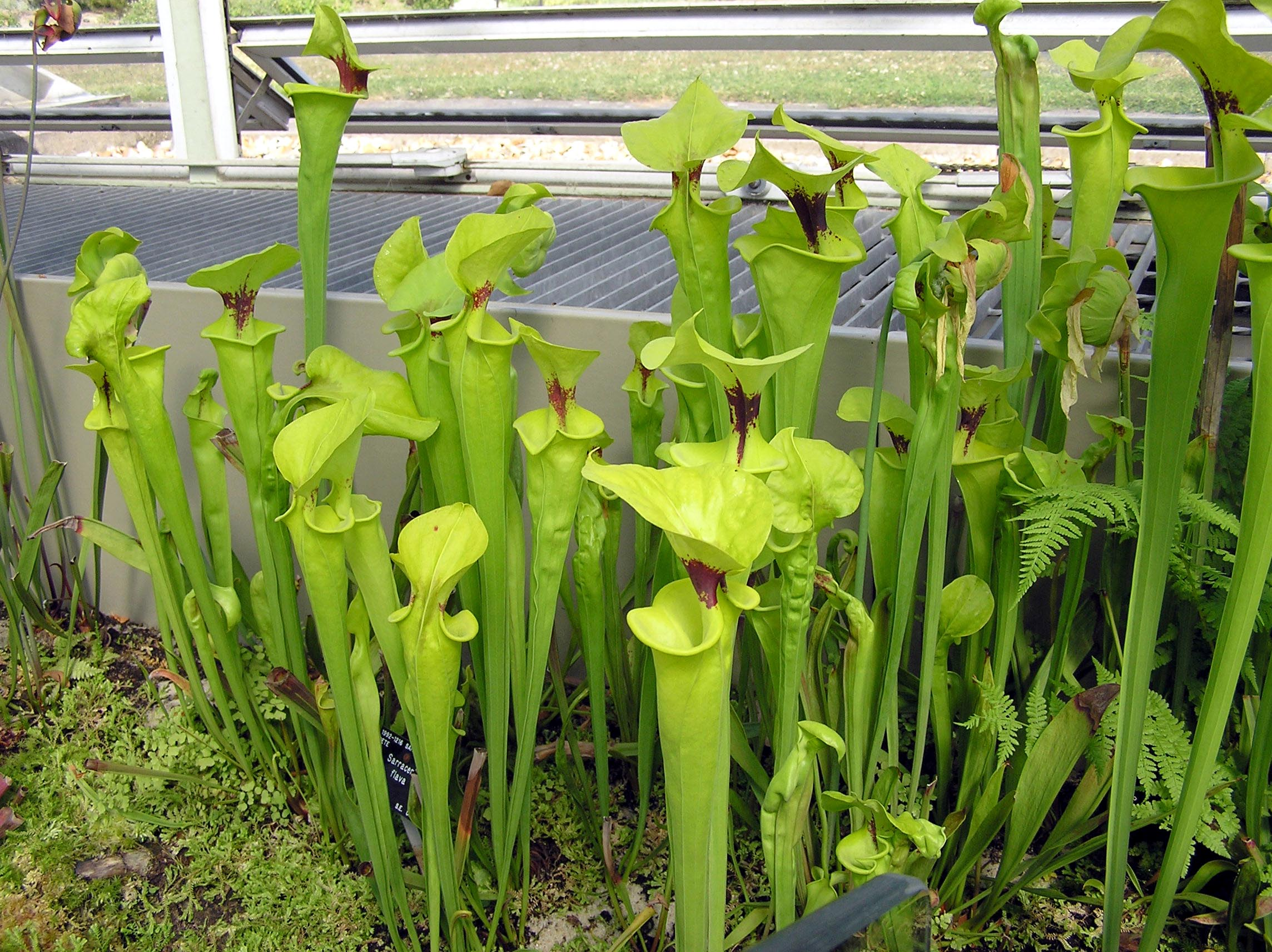
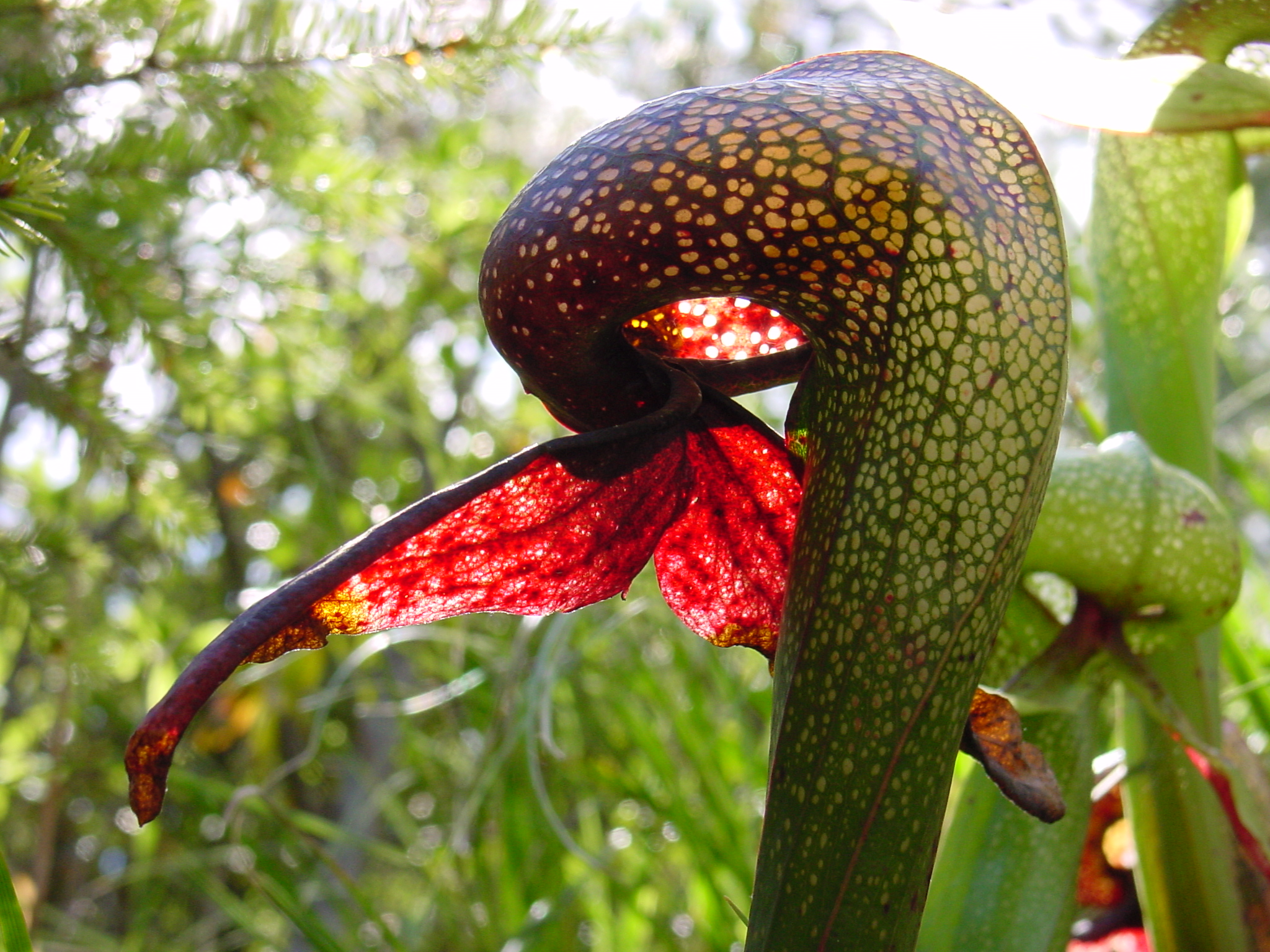
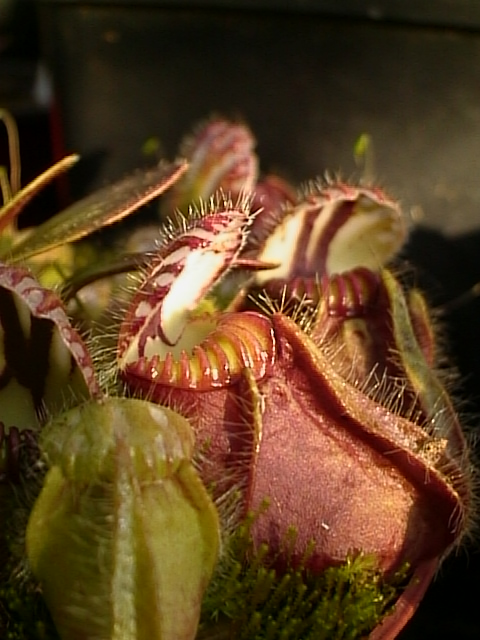